# Kimjongilia

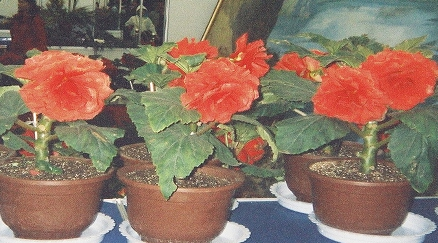
Kimjongilia

Kimjongilia (hangul: 김정일화; hanja: 金正日花) är en blomma, namngiven efter förre nordkoreanske ledaren Kim Jong Il. Den är en hybridkultivar av begonia med fyllda blommor.

## Historia
För att fira Kim Jong Ils 46:e födelsedag år 1988 lät den japanska botanisten Motoderu Kamo framställa en ny typ av begonia, vilken fick namnet Kimjongilia, och som sades representera Juche-ideologin, den kära ledaren, beundran och trofasthet. Enligt koreanska källor symboliserar blomman också vishet och goda mänskliga egenskaper som kärlek, rättvisa och fred.
Kimjongilian har spritt sig från koreanska centrala botaniska trädgården ut i hela Nordkorea och till över 60 länder runt hela världen, inklusive USA, Ryssland och Sverige.

## Källa
- Hoare, James. (2012) (på engelska). Historical dictionary of the Democratic People's Republic of Korea. Historical dictionaries of Asia, Oceania, and the Middle East. Lanham, Md.: Scarecrow Press. Libris 13892717. ISBN 978-0-8108-6151-0
- Woodard, D. (2005) (på engelska). "Beautiful Kimjongilia", i Der Freund 3, sidd. 94-103.